# NGC 3755
NGC 3755 is een balkspiraalstelsel in het sterrenbeeld Grote Beer. Het hemelobject werd op 11 maart 1831 ontdekt door de Britse astronoom John Herschel.

## Synoniemen
- UGC 6577
- MCG 6-26-8
- ZWG 186.12
- KUG 1133+366B
- PGC 35913